# Ambiegna
Ambiegna ist eine Gemeinde auf der MittelmeerInsel Korsika. Sie gehört zum Département Corse-du-Sud, zum Arrondissement Ajaccio und zum Kanton Sevi-Sorru-Cinarca. Die vormalige Route nationale 849 passiert die Ortschaft und den auf 376 m. ü. M. gelegenen Col d’Ambiegna. Nachbargemeinden sind Arbori im Norden, Arro im Nordosten, Sari-d’Orcino im Südosten, Casaglione im Südwesten und Coggia im Nordwesten. Der Liamone bildet im Nordwesten weitgehend die Gemeindegrenze.

## Bevölkerungsentwicklung
| Jahr      | 1962 | 1968 | 1975 | 1982 | 1990 | 1999 | 2008 | 2012 |
| --------- | ---- | ---- | ---- | ---- | ---- | ---- | ---- | ---- |
| Einwohner | 89   | 89   | 79   | 59   | 48   | 43   | 57   | 66   |

## Wirtschaft
Ambiegna ist eine der 36 Gemeinden, die zugelassene Rebflächen des Weinbaugebietes Ajaccio enthalten.